# Don't Let Me Be the Last to Know
Singles de Britney Spears
Stronger
(2000) I'm a Slave 4 U
(2001)
Pistes de Oops!... I Did It Again
(I Can't Get No) Satisfaction
(4) What U See (Is What U Get)
(6)
Don't Let Me Be the Last to Know est une chanson de l’artiste chanteuse américaine pop Britney Spears, sortie le 5 mars 2001 en tant que quatrième single de son second album studio, Oops!... I Did It Again (2000).